# Saussines
Saussines è un comune francese di 943 abitanti situato nel dipartimento dell'Hérault nella regione dell'Occitania.

## Storia

### Simboli

Lo stemma del Comune di Saussines si blasona:
Alias: di rosso, a sette salici sradicati d'argento, posti 3, 1, 3.
I sette alberi fanno riferimento all'etimologia del nome del paese che deriverebbe da salix ("salice") risalente al periodo gallo-romano.
Il D'Hozier nel suo Armorial Général de France del 1696, riporta l'antico stemma «d'azzurro, al santo Stefano di carnagione, vestito da diacono, con il camice d'argento e la dalmatica di rosso bordata d'oro, tenente in una mano una palma e nell'altra tre sassi, il tutto d'oro.»

## Società

### Evoluzione demografica
Abitanti censiti